# 청샹구

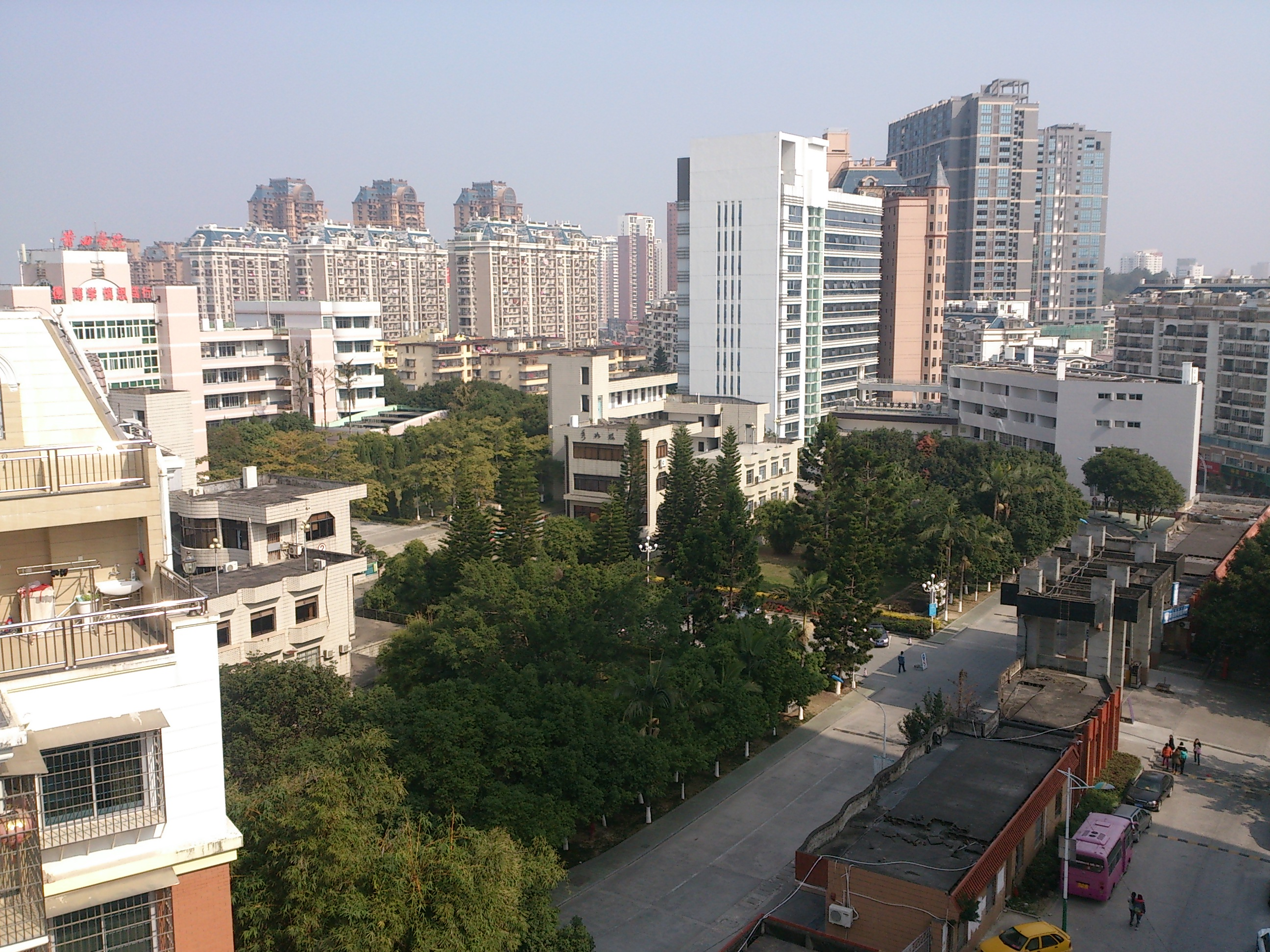

청샹구(한국어: 성상구, 중국어: 城廂區, 병음: Chéngxiāng Qū)는 중화인민공화국 푸젠성 푸톈시의 현급 행정구역이다. 넓이는 502km2이고, 인구는 2007년 기준으로 370,000명이다.

## 행정 구역
3개 가도, 4개 진을 관할한다.
- 가도: 룡교 가도(龍橋街道), 봉황산 가도(鳳凰山街道), 하림 가도(霞林街道).
- 진: 상태진(常太鎭), 화정진(華亭鎭), 령천진(靈川鎭), 동해진(東海鎭).